# Гуменне

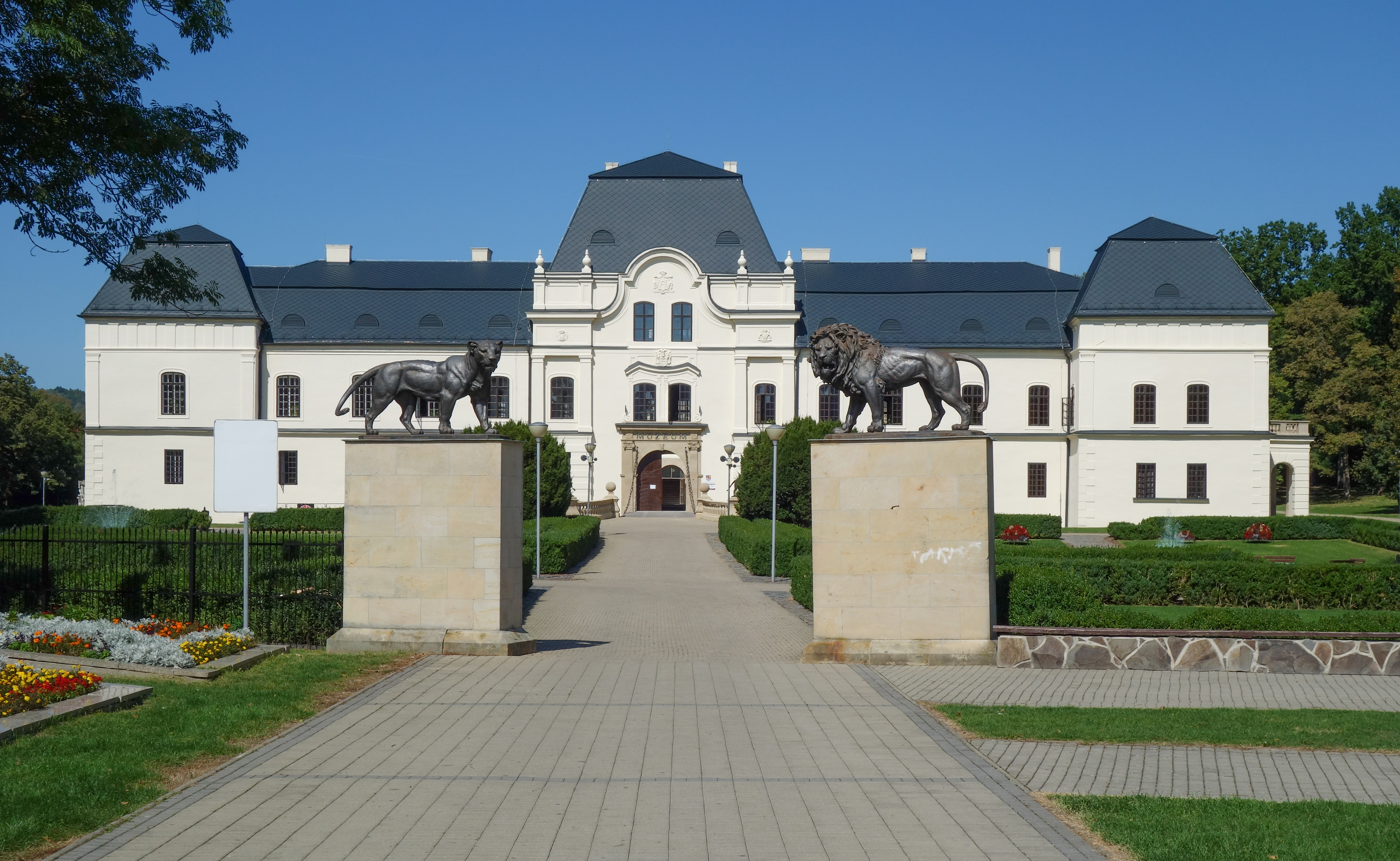
Замок в Гуменне

Гуменне (словац. Humenné, русин. и укр. Гуменне, нем. Homenau, венг. Homonna, уст. рус. Гумённое) — небольшой город на востоке Словакии на слиянии рек Лаборец и Цироха у подножья горного массива Вигорлат на границе с Украиной. Население — около 33 тыс. человек.

## История
Город впервые упоминается в 1317 году как владение дворянской семьи Другетов и в связи с заселением сожжённого татарами города переселенцами из украинской Подолии, которые пришли сюда вместе с князем Фёдором Кориатовичем. Постепенно город становится одним из важнейших городов Земплина. В 1871 в Гуменном появляется железная дорога, а в 1889 открывается первая в Австро-Венгрии торговая академия. Во время Второй мировой войны город был сильно разрушен. В 1956 начинается обширная реконструкция города и индустриализация.
Особенностью Гуменного является факт, что пятая часть населения является православными и униатами.

## Население
| Год:                | 1994   | 2004    | 2014    | 2024     |
| ------------------- | ------ | ------- | ------- | -------- |
| Количество человек: | 36 141 | 35 008  | 34 186  | 29 567   |
| Разница:            |        | −3,13 % | −2,34 % | −13,51 % |

## Достопримечательности
- Замок
- Готический костёл всех святых
- Музей под открытым небом

## Города-побратимы
- Мукачево, Украина

## Персоналии
- Йозеф Жарнай — писатель-фантаст
- Вацлав Панковчин - писатель, романист
- Микулаш и Наталья Петрашовские — исполнители народных песен